# Райнау (Остальб)
Райнау (нім. Rainau) — громада в Німеччині, знаходиться в землі Баден-Вюртемберг. Підпорядковується адміністративному округу Штутгарт. Входить до складу району Східний Альб.
Площа — 25,45 км2. Населення становить 3302 ос. (станом на 31 грудня 2020).